# Pseudagrion kersteni
Pseudagrion kersteni är en trollsländeart som först beskrevs av Gerstaecker 1869.  Pseudagrion kersteni ingår i släktet Pseudagrion och familjen dammflicksländor. IUCN kategoriserar arten globalt som livskraftig. Inga underarter finns listade i Catalogue of Life.

## Bildgalleri

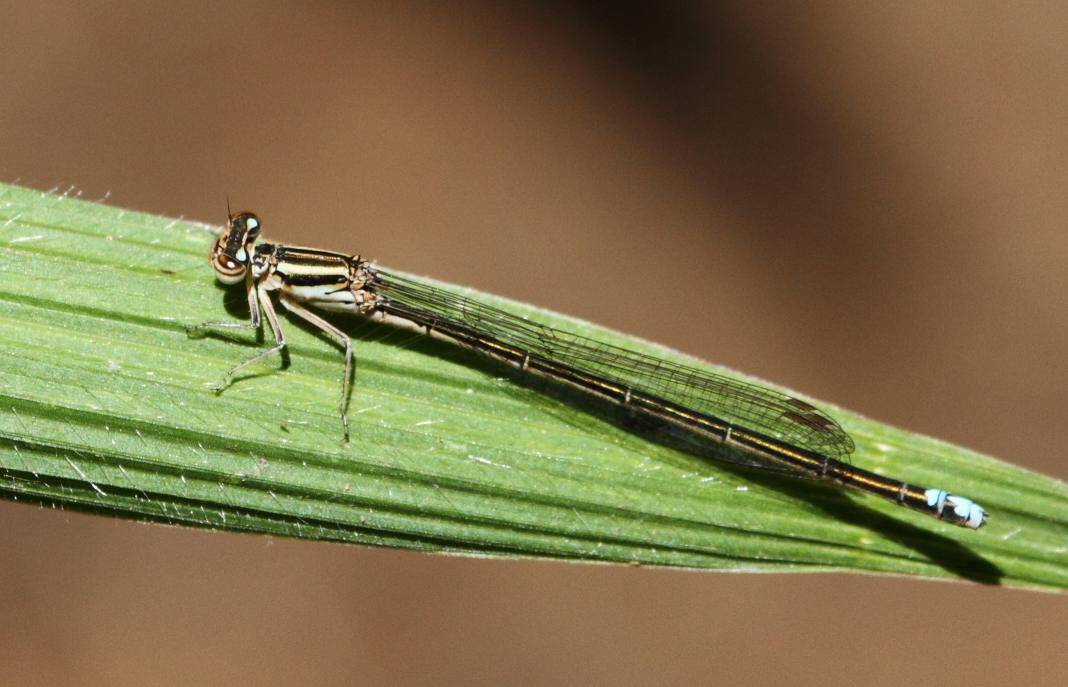